# Kantonsschule am Brühl
Die Kantonsschule am Brühl (KSB) ist eine Mittelschule des Kantons St. Gallen und befindet sich in der Stadt St. Gallen. Sie bietet die Lehrgänge Fachmittelschule (FMS), Wirtschaftsmittelschule mit Schwerpunkt Sprachen (WMS-S) beziehungsweise Informatik (WMS-I) und Informatikmittelschule (IMS) an. Derzeit besuchen ca. 500 Schüler die KSB, rund 65 Lehrpersonen arbeiten an der Schule.
Die Kantonsschule am Brühl ist neben der Kantonsschule am Burggraben die zweite Kantonsschule in der Stadt St. Gallen. Im Gegensatz zum Burggraben bietet die KSB aber keinen gymnasialen Abschluss, stattdessen erhalten die Absolventen den Fachmittelschulausweis/Fachmatura oder die Berufsmatura mit EFZ.

## Geschichte
Die Kantonsschule am Brühl entstand 1994 aus der ehemaligen Verkehrsschule und der Diplommittelschule Talhof.

## Gebäude
Die Schule nutzt das 1910 für die Handelshochschule St. Gallen, die heutige Universität St. Gallen, erbaute Schulhaus an der Notkerstrasse 20 als Hauptgebäude und als zweiten Standort das Gebäude am Unteren Brühl 1, das Schulhaus Talhof. Beide Gebäude sind im Inventar der schützenswerten Bauten der Stadt St. Gallen aufgeführt und unterstehen damit faktisch dem Denkmalschutz.

## Lehrgänge
Die Kantonsschule am Brühl bietet die drei Lehrgänge Fachmittelschule (FMS), Wirtschaftsmittelschule (WMS) und Informatikmittelschule (IMS) an. Die drei Lehrgänge unterscheiden sich bezüglich Lehrplan und Abschluss.

### Fachmittelschule
Im August 2021 bietet die Kantonsschule am Brühl die folgenden Berufsfelder an der Fachmittelschule (FMS) an:
- Gesundheit
- Soziales
- Pädagogik
- Gestalten
- Kommunikation und Information

### Wirtschaftsmittelschule
Die Wirtschaftsmittelschule wird in zwei Lehrgänge unterteilt, nämlich
- WMS-S mit Schwerpunkt Sprachen und
- WMS-I mit Schwerpunkt Informatik.

### Informatikmittelschule
Seit 2017 ist es möglich, eine Informatikausbildung an der Kantonsschule am Brühl zu absolvieren.